# Lémur aux yeux turquoise
Eulemur flavifrons · Lémur de Sclater
Espèce
Statut de conservation UICN

 CR A4cd : 
En danger critique
Statut CITES
Le Lémur aux yeux turquoise, aussi appelé Lémur de Sclater, est une espèce de primates lemuriformes de la famille des Lemuridae, endémique des forêts tropicales de Madagascar. Longtemps considéré comme une sous-espèce du Lémur noir (Eulemur macaco flavifrons), il désormais considéré par certains auteurs comme une espèce distincte (Eulemur flavifrons).

## Description
Lorsque le jeune naît, il a le pelage brun roux de sa mère. Les mâles deviennent noirs à l'âge de 6 semaines. Il mesure environ 95 cm (40 cm de corps et 55 cm de queue) et pèse environ 2,5 kg. C'est le seul primate à avoir les yeux bleus en dehors de l'espèce humaine[réf. à confirmer]. Sa longévité est d'environ 22 ans.

## Alimentation
Il est omnivore il se nourrit essentiellement de fruits et de feuilles mais aussi d'insectes.

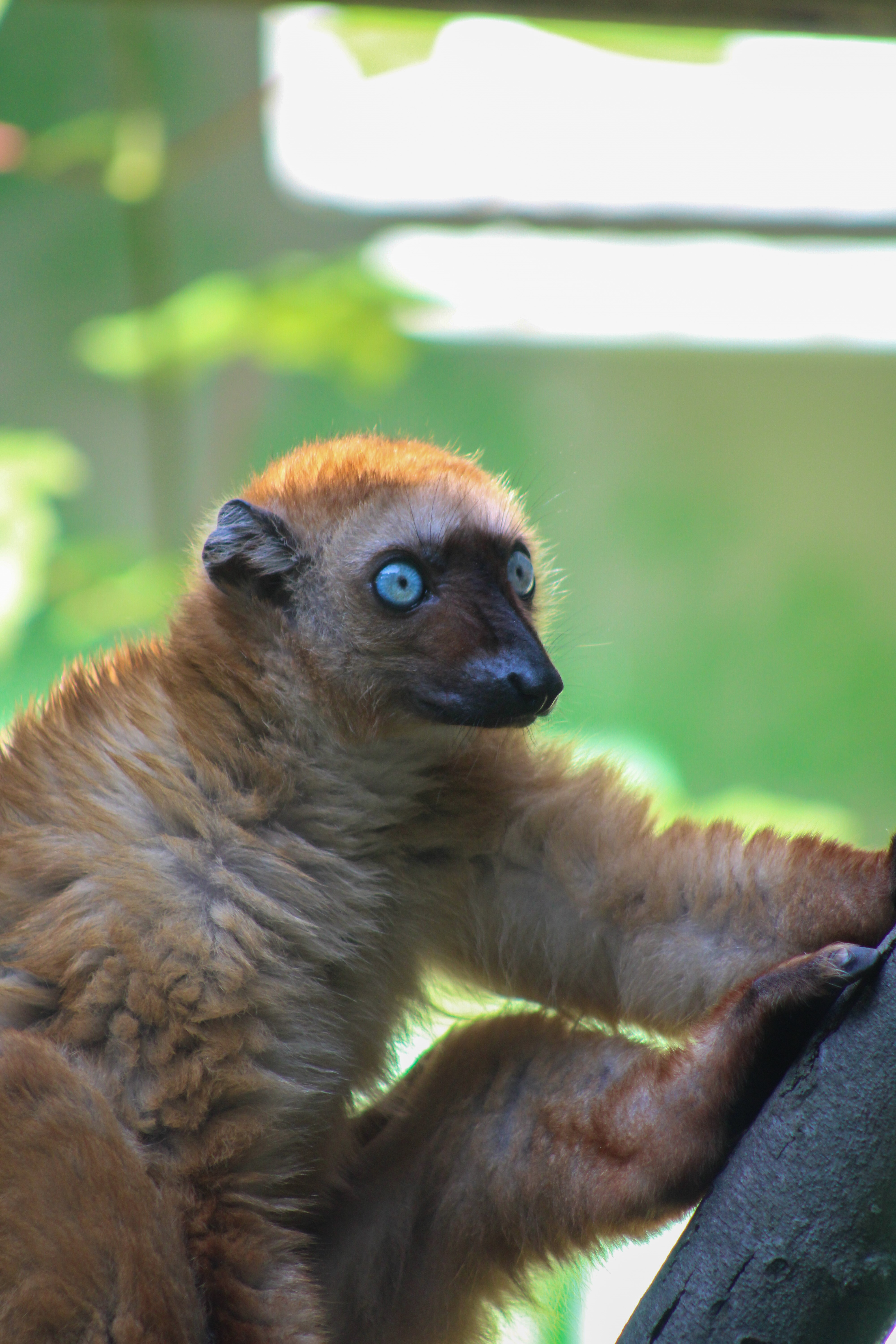
Lémur aux yeux turquoise au Parc zoologique et botanique de Mulhouse.

## Menaces et conservation
Cette espèce est incluse depuis 2008 dans la liste des 25 espèces de primates les plus menacées au monde.